# Mark Salling
Mark Wayne Salling (født 17. august 1982, død 30. januar 2018) var en amerikansk skuespiller, singer-songwriter, komponist og musiker. Han var kendt for sin rolle som Noah "Puck" Puckerman i tv-serien Glee. Salling blev i 2015 anholdt for besiddelse af børneporno, som han erkendte sig skyldig i. Mark Salling valgte i 2018 at begå selvmord, kort før han skulle i fængsel.

## Opvækst
Salling blev født i Dallas, Texas. Han var det yngste af to børn af Condy Sue (født Wherry), en skolesekretær, og John Robert Salling Jr., en revisor. Mark Salling blev undervist hjemme i en tidlig alder. Han blev opdraget i et "streng kristent hjem" og gik på Providence Christian School og Our Redeemer Lutheran i grundskolen. Han gik på, men rykkede ikke op fra Culver Military Academy, og dimitterede senere fra Lake Highlands High School i 2001. Mens han gik på high school, han var medlem af skolens wrestling-team.
Efter sin eksamen fra high school deltog han i Los Angeles Music Academy College of Music i Pasadena, Californien og begyndte at studere guitar.

## Karriere

### Musikkarriere
Salling sang, skrev og producerede sin egen musik og spillede klaver, guitar, basguitar og trommer. Hans soloprojekt (under navnet "Jericho") blev debutalbummet Smoke Signals, udgivet den 8. februar 2008 af Jericho Records. Den 25. oktober 2010 udgav Salling et rock/jazz-album med titlen Pipe Dreams, som var inspireret af Alice in Chains, Nine Inch Nails, Miles Davis og Herbie Hancock. Det blev udgivet af Pipe Dreams Records, Sallings eget pladeselskab, i partnerskab med Fontana Distribution. Han var komponist, performer og producer af hvert enkelt spor. Den første single, "Higher Power", havde premiere den 10. august 2010.
For tv-showet Glee sang han på coverversioner af forskellige sange, herunder "Sweet Caroline", "Only the Good Die Young", "The Lady Is a Tramp", "Run Joey Run", "Beth" og "Good Vibrations." Under optagelserne hyldede Salling castet bag Glee ved at skrive en sang og skabe en video med titlen "Chillin'" på Glee, som bød på forskellige skuespillere og besætningsmedlemmer.

### Filmkarriere
Salling spillede med i Children of the Corn IV: The Gathering (1996) med Naomi Watts, The Graveyard (2006) og i Glee (2009-2015).
 Dette afsnit eller denne liste er kun påbegyndt. Hvis du ved mere om emnet, kan du hjælpe Wikipedia ved at tilføje mere.

## Filmografi

### Film
| Year | Title                                  | Role                           | Notes |
| ---- | -------------------------------------- | ------------------------------ | ----- |
| 1996 | Children of the Corn IV: The Gathering | James Rhodes                   |       |
| 2006 | The Graveyard                          | Eric                           |       |
| 2011 | Glee: The 3D Concert Movie             | Noah "Puck" Puckerman/Sig selv |       |

### TV
| År        | Title                | Rolle                 | Noter |
| --------- | -------------------- | --------------------- | --- |
| 1999      | Walker, Texas Ranger | Billy                 | Episode: "Rise To The Occasion" |
| 2009–2015 | Glee                 | Noah "Puck" Puckerman | Hovedrolle Screen Actors Guild Award for Outstanding Performance by an Ensemble in a Comedy Series (2009) Nominated—Teen Choice Award for Choice TV: Breakout Star Male (2010) Nominated—Teen Choice Award for Choice Music: Group (2010) (shared with Glee Cast) Nominated—Choice TV: Scene Stealer Male (2011) |
| 2011      | The Glee Project     | Sig selv              | Episode: "Sexuality" |